# Prophaecasia anthion
Prophaecasia anthion är en fjärilsart som beskrevs av Daikonoff 1973. Prophaecasia anthion ingår i släktet Prophaecasia och familjen vecklare. Inga underarter finns listade i Catalogue of Life.